# Hexamidine
L'hexamidine, (hexaméthylènedioxy)4,4'dibenzamidine bis-(hydroxy-2 éthanesulfonate), Numérotation CAS : 3811-75-4, est une molécule utilisée en médecine pour ses propriétés antiseptiques. Elle est présente dans un certain nombre de préparations pharmaceutiques utilisées pour la désinfection de plaies, dans certains collyres et pulvérisations.
Cet antiseptique, utilisé sur peau saine, n'est pas retrouvé sous la couche cornée.
De nombreuses préparations à base d'hexamidine sont vendues sous divers noms commerciaux, la plus connue étant Hexomédine qui a été commercialisée en France à partir de 1949 sous diverses formes:
- solution hydroalcoolique à 0,1 % pour applications locales
- pommade et gel
- poudre pour solution aqueuse
- collutoire
- L'Hexomédine transcutanée 0,15 % est un antiseptique local sous forme de solution. Il est utilisé dans le traitement des infections de la peau et des ongles. En 2004, ce produit a été retiré de la circulation à cause de problèmes de stabilité entraînant une diminution de la teneur en principe actif[4]. La commercialisation a été relancée en octobre 2006.

Ce composé est un agent tensioactif, c’est-à-dire un savon, qui tue les bactéries de type Gram+ et Gram-. Il est aussi utilisé dans un certain nombre de produits cosmétiques comme conservateur.
L'hexamidine peut provoquer une dermite de contact. Il est considéré comme non toxique dans les cosmétiques pour des concentrations de 0,03 % à 0,1 %.